# Lisa Ann
Lisa Ann (* 9. května 1972, Easton, Pensylvánie, USA) je americká pornoherečka.

## Kariéra
Narodila se v Eastonu v Pensylvánii. V roce 1990 začala pracovat jako erotická tanečnice, z vydělaných peněz platila svá studia na vysoké škole, kde se stala diplomovanou zubní asistentkou. V červenci 1993 se stala pornoherečkou, ale skončila v roce 1997, kvůli strachu z AIDS. Později několik let pracovala jako tanečnice ve strip klubech po celých Spojených státech, dokud se nevrátila do pornoprůmyslu jako agentka a později i jako herečka. V listopadu 2006 založila talentovou agenturu Clear Talent Management, která byla později přejmenována na Lisa Ann's Talent Management. Nyní je spojena s Seymore Buttsem Lighthouse Agency.
2. října 2008 získala roli ve filmu Who's Nailin' Paylin?, kde parodovala republikánskou kandidátku na viceprezidentku Spojených států amerických Sarah Palinovou. Snímek, vytvořený Larrym Flyntem ze společnosti Hustler Video, ji ukazuje při sexu s dalšími pornohvězdami, které parodují další dobře známé americké političky, jako například Hillary Clintonovou (herečka Nina Hartley) a Condoleezzu Riceovou (herečka Jada Fire).Tento film vyšel v den voleb 4. listopadu 2008.
31. října 2008 Hustler oznámil, že bude hrát ve scéně Obama is Nailin' Paylin, kde se opět představila v roli "Serra Paylin", scéna si tentokrát utahuje z prezidentského kandidáta Baracka Obamy. Scéna je ke zhlédnutí pouze pro členy na stránkách Hustler a na Blu-ray vydání filmu. Není k dispozici na DVD vydání. Tato "bonusová scéna" byla vydána den před volbami 3. listopadu 2008. V březnu 2009 bylo oznámeno, že Hustler má v plánu vytvořit pokračování Who's Nailin' Paylin? s ní opět v roli "Serra Paylin". Film vyšel 26. srpna 2009 pod názvem Letterman is Nailin Palin. Lisa se představila také jako "Serra Paylin" v malé roli v Eminemově novém videoklipu We Made You.
Po velké podpoře od pornoherce C. J. Wrighta, absolvovala svůj režisérský debut s filmem Hung XXX, vydaném v září 2009 společností Justin Slayer International.
Tina Fey, kterou parodovala v 30 Rock: A XXX Parody, žertovala že ví o zahraniční politice více než Fey a Sarah Palin dohromady.

### Ocenění
- 2006 CARV - Comeback Performer of Year - Herecký návrat roku
- 2006 XRCO Award – Best Cumback - Nejlepší návrat
- 2009 AVN Award – MILF/Cougar Performer of the Year[9] - Nejlepší herečka kategorie MILF
- 2009 AVN Hall of Fame inductee[9] - Uvedení do Síně slávy AVN